# Luccas Claro
Luccas Claro dos Santos, mais conhecido como Luccas Claro (Ribeirão Preto, 2 de outubro de 1991), é um futebolista brasileiro que atua como zagueiro. Atualmente, joga pelo Eyüpspor.

## Carreira

### Coritiba
Luccas Claro foi revelado pelo Coritiba, sendo promovido ao profissional em 2011. Em 2012, Luccas Claro conseguiu apanhar uma sequência de jogos como titular,conseguindo boas críticas da mídia especializada.

### Gençlerbirligi
Em fevereiro de 2017, após término do contrato com o Coritiba, assinou contrato com o clube turco, clube que defendeu até setembro de 2019 quando fechou com o Fluminense.

### Fluminense
Em setembro de 2019, Luccas Claro acertou com o Fluminense até o final de 2020. Em 2019 o atleta foi relacionado para 15 partidas e disputou apenas duas partidas, sem nenhum gol marcado.

### Seleção Brasileira

#### Jogos Pan-Americanos de 2011
Luccas Claro foi convocado para a Seleção Brasileira de Futebol Sub-20 devido a lesão de Bruno Uvini.

## Títulos
Coritiba
- Campeonato Paranaense: 2011, 2012 e 2013

Fluminense
- Campeonato Carioca: 2022

Eyüpspor
TFF 1. Lig: 2023/2024

### Títulos individuais
- Seleção do Campeonato Paranaense: 2014
- Seleção do Campeonato Carioca: 2021[2]